# Paryż-Nicea 2018
76. edycja wyścigu kolarskiego Paryż-Nicea odbyła się w dniach 4-11 marca 2018 roku. Trasa tego wyścigu liczyła osiem etapów, o łącznym dystansie 1 198,9 km. Wyścig był częścią UCI World Tour 2018.

## Lista startowa
Na starcie tego wyścigu stanęło 22 ekipy, osiemnaście drużyn jeżdżących w UCI World Tour 2018 i cztery zespoły zaproszone przez organizatorów z tzw. "dziką kartą".
| Numery  | Kod | Drużyna              |
| ------- | --- | -------------------- |
| 1-7     | SKY | Team Sky             |
| 11-17   | UAE | UAE Team Emirates    |
| 21-27   | TBM | Bahrain-Merida       |
| 31-37   | QST | Quick-Step Floors    |
| 41-47   | KAT | Team Katusha-Alpecin |
| 51-57   | MTS | Mitchelton-Scott     |
| 61-67   | ALM | Ag2r-La Mondiale     |
| 71-77   | BMC | BMC Racing Team      |
| 81-87   | TFS | Trek-Segafredo       |
| 91-97   | AST | Astana Pro Team      |
| 101-107 | LTS | Lotto Soudal         |

| Numery  | Kod | Drużyna                                  |
| ------- | --- | ---------------------------------------- |
| 111-117 | GFC | Groupama–FDJ                             |
| 121-127 | MOV | Movistar Team                            |
| 131-137 | FVC | Fortuneo–Samsic                          |
| 141-147 | TLJ | Team LottoNL-Jumbo                       |
| 151-157 | SUN | Team Sunweb                              |
| 161-167 | COF | Cofidis                                  |
| 171-177 | EFD | EF Education First–Drapac p/b Cannondale |
| 181-187 | DDD | Dimension Data                           |
| 191-197 | BOH | Bora-Hansgrohe                           |
| 201-207 | DEN | Direct Énergie                           |
| 211-217 | DMP | Delko-Marseille Provence KTM             |

## Etapy
| Etap | Data     | Start – meta                  | Typ         | Dystans (km) | Zwycięzca etapu   | Lider             |
| ---- | -------- | ----------------------------- | ----------- | ------------ | ----------------- | ----------------- |
| 1.   | 4 marca  | Chatou > Meudon               | Pagórkowaty | 135          | Arnaud Démare     | Arnaud Démare     |
| 2.   | 5 marca  | Orsonville > Vierzon          | Płaski      | 187,5        | Dylan Groenewegen | Arnaud Démare     |
| 3.   | 6 marca  | Bourges > Châtel-Guyon        | Pagórkowaty | 210          | Jonathan Hivert   | Luis León Sánchez |
| 4.   | 7 marca  | La Fouillouse > Saint-Étienne | ITT         | 18,4         | Wout Poels        | Luis León Sánchez |
| 5.   | 8 marca  | Salon-de-Provence > Sisteron  | Płaski      | 165          | Jérôme Cousin     | Luis León Sánchez |
| 6.   | 9 marca  | Sisteron > Vence              | Pagórkowaty | 198          | Rudy Molard       | Luis León Sánchez |
| 7.   | 10 marca | Nicea > Valdeblore            | Górski      | 175          | Simon Yates       | Simon Yates       |
| 8.   | 11 marca | Nicea                         | Pagórkowaty | 110          | David de la Cruz  | Marc Soler        |

### Etap 1 - 04.03: Chatou > Meudon, 135 km
| #    | Zawodnik                 | Zespół | Czas       |
| ---- | ------------------------ | ------ | ---------- |
| 1.   | Arnaud Démare            | GFC    | 3h 07' 39" |
| 2.   | Gorka Izagirre           | TBM    | + 0"       |
| 3.   | Christophe Laporte       | COF    | + 9"       |
|      |                          |        |            |
| 47.  | Paweł Poljański          | BOH    | + 31"      |
| 111. | Przemysław Kasperkiewicz | DMP    | + 2' 48"   |

| #    | Zawodnik                 | Zespół | Czas       |
| ---- | ------------------------ | ------ | ---------- |
| 1.   | Arnaud Démare            | GFC    | 3h 07' 29" |
| 2.   | Gorka Izagirre           | TBM    | + 4"       |
| 3.   | Christophe Laporte       | COF    | + 6"       |
|      |                          |        |            |
| 47.  | Paweł Poljański          | BOH    | + 41"      |
| 113. | Przemysław Kasperkiewicz | DMP    | + 2' 58"   |

### Etap 2 - 05.03: Orsonville > Vierzon, 187,5 km
| #    | Zawodnik                 | Zespół | Czas       |
| ---- | ------------------------ | ------ | ---------- |
| 1.   | Dylan Groenewegen        | TLJ    | 4h 51' 31" |
| 2.   | Elia Viviani             | QST    | + 0"       |
| 3.   | André Greipel            | LTS    | + 0"       |
|      |                          |        |            |
| 47.  | Paweł Poljański          | BOH    | + 0"       |
| 149. | Przemysław Kasperkiewicz | DMP    | + 3' 09"   |

| #    | Zawodnik                 | Zespół | Czas       |
| ---- | ------------------------ | ------ | ---------- |
| 1.   | Arnaud Démare            | GFC    | 7h 58' 57" |
| 2.   | Gorka Izagirre           | TBM    | + 7"       |
| 3.   | Christophe Laporte       | COF    | + 8"       |
|      |                          |        |            |
| 46.  | Paweł Poljański          | BOH    | + 44"      |
| 146. | Przemysław Kasperkiewicz | DMP    | + 6' 10"   |

### Etap 3 - 06.03: Bourges > Châtel-Guyon, 210 km
| #    | Zawodnik                 | Zespół | Czas       |
| ---- | ------------------------ | ------ | ---------- |
| 1.   | Jonathan Hivert          | DEN    | 4h 31' 14" |
| 2.   | Luis León Sánchez        | AST    | + 1"       |
| 3.   | Rémy Di Gregorio         | DMP    | + 1"       |
|      |                          |        |            |
| 52.  | Paweł Poljański          | BOH    | + 38"      |
| 143. | Przemysław Kasperkiewicz | DMP    | + 15' 18"  |

| #    | Zawodnik                 | Zespół | Czas        |
| ---- | ------------------------ | ------ | ----------- |
| 1.   | Luis León Sánchez        | AST    | 13h 21' 56" |
| 2.   | Arnaud Démare            | GFC    | + 28"       |
| 3.   | Gorka Izagirre           | TBM    | + 35"       |
|      |                          |        |             |
| 39.  | Paweł Poljański          | BOH    | + 1' 12"    |
| 148. | Przemysław Kasperkiewicz | DMP    | + 21' 16"   |

### Etap 4 - 07.03: La Fouillouse > Saint-Étienne, 18,4 km
| #    | Zawodnik                 | Zespół | Czas     |
| ---- | ------------------------ | ------ | -------- |
| 1.   | Wout Poels               | SKY    | 25' 33"  |
| 2.   | Marc Soler               | MOV    | + 11"    |
| 3.   | Julian Alaphilippe       | QST    | + 16"    |
|      |                          |        |          |
| 64.  | Paweł Poljański          | BOH    | + 2' 16" |
| 129. | Przemysław Kasperkiewicz | DMP    | + 3' 59" |

| #    | Zawodnik                 | Zespół | Czas        |
| ---- | ------------------------ | ------ | ----------- |
| 1.   | Luis León Sánchez        | AST    | 13h 47' 57" |
| 2.   | Wout Poels               | SKY    | + 15"       |
| 3.   | Julian Alaphilippe       | QST    | + 26"       |
|      |                          |        |             |
| 39.  | Paweł Poljański          | BOH    | + 3' 00"    |
| 148. | Przemysław Kasperkiewicz | DMP    | + 24' 47"   |

### Etap 5 - 08.03: Salon-de-Provence > Sisteron, 165 km
| #   | Zawodnik                 | Zespół | Czas       |
| --- | ------------------------ | ------ | ---------- |
| 1.  | Jérôme Cousin            | DEN    | 3h 57' 25" |
| 2.  | Nils Politt              | KAT    | + 2"       |
| 3.  | André Greipel            | LTS    | + 4"       |
|     |                          |        |            |
| 24. | Paweł Poljański          | BOH    | + 4"       |
| 93. | Przemysław Kasperkiewicz | DMP    | + 2' 54"   |

| #    | Zawodnik                 | Zespół | Czas        |
| ---- | ------------------------ | ------ | ----------- |
| 1.   | Luis León Sánchez        | AST    | 17h 45' 26" |
| 2.   | Wout Poels               | SKY    | + 15"       |
| 3.   | Julian Alaphilippe       | QST    | + 26"       |
|      |                          |        |             |
| 36.  | Paweł Poljański          | BOH    | + 3' 00"    |
| 135. | Przemysław Kasperkiewicz | DMP    | + 27' 37"   |

### Etap 6 - 09.03: Sisteron > Vence, 198  km
| #    | Zawodnik                 | Zespół | Czas       |
| ---- | ------------------------ | ------ | ---------- |
| 1.   | Rudy Molard              | GFC    | 4h 40' 05" |
| 2.   | Tim Wellens              | LTS    | + 2"       |
| 3.   | Julian Alaphilippe       | QST    | + 2"       |
|      |                          |        |            |
| 48.  | Paweł Poljański          | BOH    | + 5' 15"   |
| 107. | Przemysław Kasperkiewicz | DMP    | + 14' 11"  |

| #    | Zawodnik                 | Zespół | Czas        |
| ---- | ------------------------ | ------ | ----------- |
| 1.   | Luis León Sánchez        | AST    | 22h 25' 33" |
| 2.   | Julian Alaphilippe       | QST    | + 22"       |
| 3.   | Marc Soler               | MVT    | + 26"       |
|      |                          |        |             |
| 36.  | Paweł Poljański          | BOH    | + 8' 13"    |
| 122. | Przemysław Kasperkiewicz | DMP    | + 41' 46"   |

### Etap 7 - 10.03: Nice > Valdeblore La Colmiane, 175 km
| #   | Zawodnik                 | Zespół | Czas       |
| --- | ------------------------ | ------ | ---------- |
| 1.  | Simon Yates              | MTS    | 5h 02' 54" |
| 2.  | Dylan Teuns              | BMC    | + 8"       |
| 3.  | Jon Izagirre             | TBM    | + 8"       |
|     |                          |        |            |
| 30. | Paweł Poljański          | BOH    | + 8' 03"   |
| 80. | Przemysław Kasperkiewicz | DMP    | + 25' 56"  |

| #    | Zawodnik                 | Zespół | Czas         |
| ---- | ------------------------ | ------ | ------------ |
| 1.   | Simon Yates              | MTS    | 27h 29' 02"  |
| 2.   | Jon Izagirre             | TBM    | + 11"        |
| 3.   | Gorka Izagirre           | TBM    | + 12"        |
|      |                          |        |              |
| 28.  | Paweł Poljański          | BOH    | + 15' 41"    |
| 108. | Przemysław Kasperkiewicz | DMP    | + 1h 07' 07" |

### Etap 8 - 11.03: Nicea > Nicea, 110 km
| #   | Zawodnik                 | Zespół | Czas       |
| --- | ------------------------ | ------ | ---------- |
| 1.  | David de la Cruz         | QST    | 2h 53' 06" |
| 2.  | Omar Fraile              | AST    | + 0"       |
| 3.  | Marc Soler               | MOV    | + 3"       |
|     |                          |        |            |
| 44. | Paweł Poljański          | BOH    | + 14' 05"  |
| DNF | Przemysław Kasperkiewicz | DMP    | -          |

| #   | Zawodnik        | Zespół | Czas        |
| --- | --------------- | ------ | ----------- |
| 1.  | Marc Soler      | MOV    | 30h 22' 41" |
| 2.  | Simon Yates     | MTS    | + 4"        |
| 3.  | Gorka Izagirre  | TBM    | + 14"       |
|     |                 |        |             |
| 29. | Paweł Poljański | BOH    | + 29' 13"   |

## Liderzy klasyfikacji po etapach
| Etap                 | Zwycięzca            | Klasyfikacja generalna | Klasyfikacja punktowa | Klasyfikacja górska | Klasyfikacja młodzieżowa | Klasyfikacja drużynowa |
| -------------------- | -------------------- | ---------------------- | --------------------- | ------------------- | ------------------------ | ---------------------- |
| 1                    | Arnaud Démare        | Arnaud Démare          | Arnaud Démare         | Pierre-Luc Périchon | Felix Großschartner      | Bahrain-Merida         |
| 2                    | Dylan Groenewegen    | Arnaud Démare          | Arnaud Démare         | Pierre-Luc Périchon | Marc Soler               | Bahrain-Merida         |
| 3                    | Jonathan Hivert      | Luis León Sánchez      | Arnaud Démare         | Pierre-Luc Périchon | Felix Großschartner      | Bahrain-Merida         |
| 4                    | Wout Poels           | Luis León Sánchez      | Arnaud Démare         | Pierre-Luc Périchon | Marc Soler               | Team Sky               |
| 5                    | Jérôme Cousin        | Luis León Sánchez      | Arnaud Démare         | Jérôme Cousin       | Marc Soler               | Team Sky               |
| 6                    | Rudy Molard          | Luis León Sánchez      | Arnaud Démare         | Fabien Grellier     | Marc Soler               | Mitchelton-Scott       |
| 7                    | Simon Yates          | Simon Yates            | Tim Wellens           | Thomas De Gendt     | Marc Soler               | Mitchelton-Scott       |
| 8                    | David de la Cruz     | Marc Soler             | Tim Wellens           | Thomas De Gendt     | Marc Soler               | Bahrain-Merida         |
| Klasyfikacja końcowa | Klasyfikacja końcowa | Marc Soler             | Tim Wellens           | Thomas De Gendt     | Marc Soler               | Bahrain-Merida         |

## Klasyfikacje końcowe

### Klasyfikacja generalna
| M-ce | Zawodnik            | Zespół            | Czas        |
| ---- | ------------------- | ----------------- | ----------- |
| 1.   | Marc Soler          | Movistar Team     | 30h 22' 41" |
| 2.   | Simon Yates         | Mitchelton-Scott  | + 4"        |
| 3.   | Gorka Izagirre      | Bahrain-Merida    | + 14"       |
| 4.   | Jon Izagirre        | Bahrain-Merida    | + 16"       |
| 5.   | Tim Wellens         | Quick-Step Floors | + 16"       |
| 6.   | Dylan Teuns         | BMC Racing Team   | + 32"       |
| 7.   | Patrick Konrad      | Bora-Hansgrohe    | + 44"       |
| 8.   | Alexis Vuillermoz   | Ag2r-La Mondiale  | + 1' 54"    |
| 9.   | David de la Cruz    | Team Sky          | + 2' 15"    |
| 10.  | Felix Großschartner | Bora-Hansgrohe    | + 2' 35"    |
|      |                     |                   |             |
| 29.  | Paweł Poljański     | Bora-Hansgrohe    | + 29' 13"   |

| M-ce | Zawodnik           | Zespół            | Punkty |
| ---- | ------------------ | ----------------- | ------ |
| 1.   | Tim Wellens        | Lotto Soudal      | 37     |
| 2.   | Gorka Izagirre     | Bahrain-Merida    | 31     |
| 3.   | Julian Alaphilippe | Quick-Step Floors | 28     |
| 4.   | Marc Soler         | Movistar Team     | 27     |
| 5.   | Simon Yates        | Mitchelton-Scott  | 24     |

| M-ce | Zawodnik         | Zespół           | Punkty |
| ---- | ---------------- | ---------------- | ------ |
| 1.   | Thomas De Gendt  | Lotto Soudal     | 69     |
| 2.   | Omar Fraile      | Astana Pro Team  | 37     |
| 3.   | Simon Yates      | Mitchelton-Scott | 21     |
| 4.   | Marc Soler       | Movistar Team    | 21     |
| 5.   | David de la Cruz | Team Sky         | 19     |

| M-ce | Zawodnik            | Zespół          | Czas        |
| ---- | ------------------- | --------------- | ----------- |
| 1.   | Marc Soler          | Movistar Team   | 30h 22' 41" |
| 2.   | Felix Großschartner | Bora-Hansgrohe  | + 2' 35"    |
| 3.   | Richard Carapaz     | Movistar Team   | + 3' 47"    |
| 4.   | Sam Oomen           | Team Sunweb     | + 5' 03"    |
| 5.   | Magnus Cort Nielsen | Astana Pro Team | + 52' 49"   |

| M-ce | Zespół           | Czas        |
| ---- | ---------------- | ----------- |
| 1.   | Bahrain-Merida   | 91h 31′ 07″ |
| 2.   | Astana Pro Team  | + 4' 23"    |
| 3.   | Mitchelton-Scott | + 6' 14"    |
| 4.   | Ag2r-La Mondiale | + 6' 29"    |
| 5.   | Bora-Hansgrohe   | + 9' 28"    |